# Zur Schmerzhaften Muttergottes (Matzenhofen)

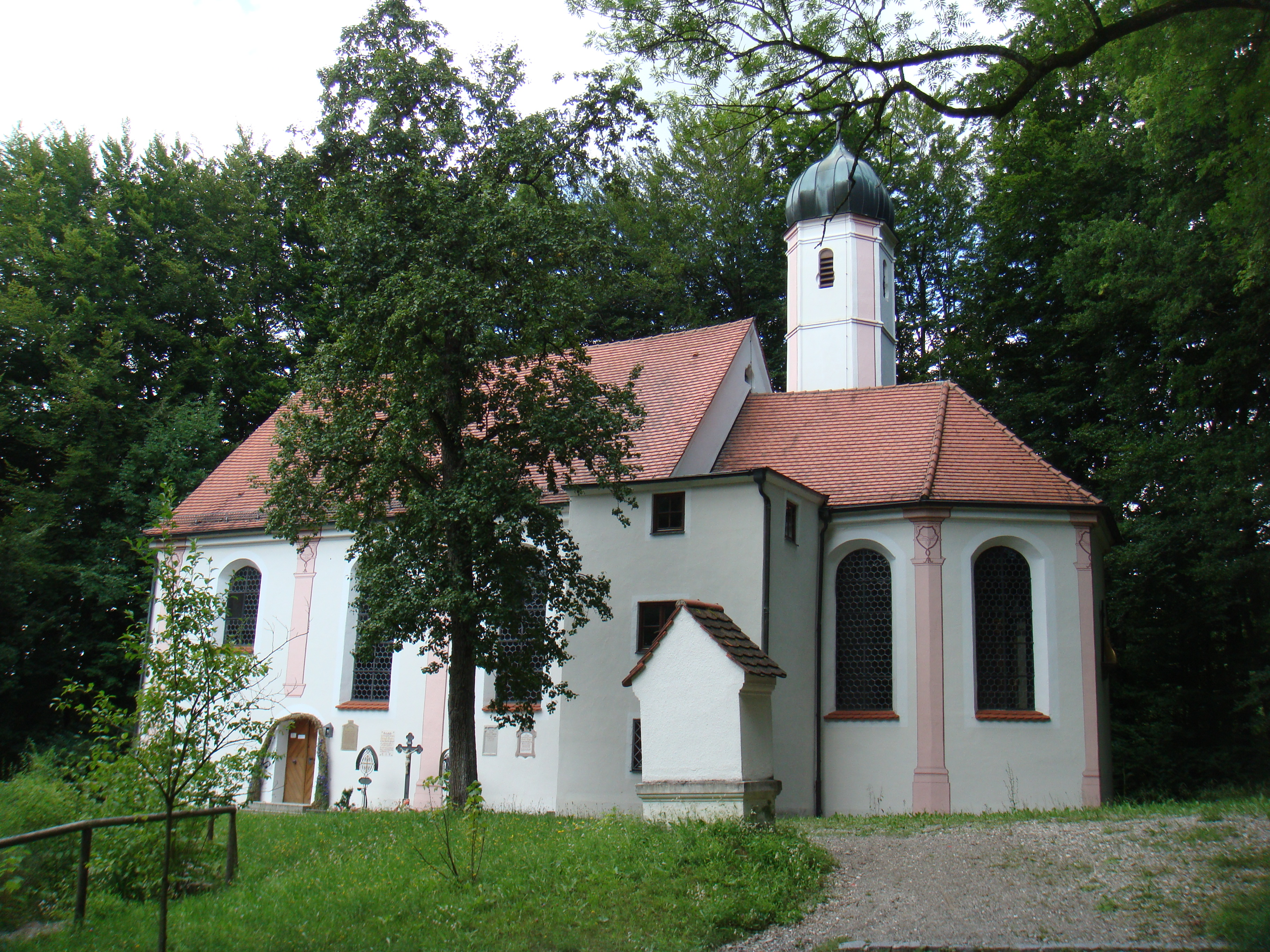
Wallfahrtskirche Matzenhofen

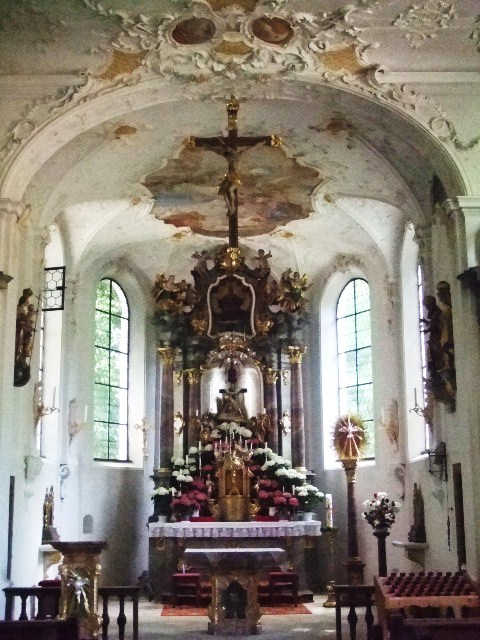
Wallfahrtskirche Matzenhofen, Innenansicht

Zur Schmerzhaften Muttergottes ist eine Wallfahrtskirche in Matzenhofen, einem Ortsteil der mittelschwäbischen Gemeinde Unterroth im Landkreis Neu-Ulm. Die Kirche mit dem Patrozinium der Mater Dolorosa gehört zur römisch-katholischen Pfarrei St. Gordian und Epimach in Unterroth (Dekanat Neu-Ulm, Bistum Augsburg). Die Pfarrei trägt das Patrozinium der beiden frühchristlichen Märtyrer Gordianus und Epimachus.

## Geschichte
Wann die Wallfahrt begann, ist nicht bekannt. Das Gnadenbild, die Pietà, ist um 1470 bis 1480 geschaffen worden. Erstmals urkundlich fassbar ist die Kirche am 5. Dezember 1594. Der bestehende Kapellenbau musste einem Neubau weichen. Nach einer Votivtafelinschrift ist die Kirche 1620 renoviert worden, was einen früheren Bau notwendig erscheinen lässt. Vermutlich ist die Kirche im selben Jahr erbaut worden, als die Kapelle abgebrochen wurde. Eine gute Ausstattung und drei Altäre werden in einem Visitationsbericht aus dem Jahre 1626 erwähnt. Ab 1641 wohnte ein Eremit bei der Kirche. Diese Tradition fand 1826 ein Ende.
Im Jahre 1738 war bereits eine Erweiterung der Kirche angedacht, die jedoch nicht ausgeführt wurde. Der Bauplan und der Kostenvoranschlag wurden 1746 eingeholt. Die Baukosten sollten demnach für die sechs Schuh breitere und 11 Schuh längere Kirche bei 1365 Gulden liegen. Die Grundsteinlegung erfolgte im Juli 1748. Der Baumeister Johann Georg Beer und der Zimmermeister Michael Schaule, beide aus dem nahen Babenhausen, wurden mit der Ausführung des Baues bestimmt. Sie erhielten 5429 Gulden 15 Kreuzer und 6 Heller für ihre Arbeiten. Die Schreinerarbeiten für Altäre, Gestühl und Chorgestühl sowie die Beichtstühle übernahm Johann Zobel, ebenfalls aus Babenhausen. Das in Babenhausen aufbewahrte Gnadenbild wurde am 5. Oktober 1750 in die Wallfahrtskirche zurückgebracht. Franz Xaver von Adelmann konsekrierte die Kirche noch im selben Jahr. Die Fresken wurden 1751 von Franz Martin Kuen aus Weißenhorn geschaffen. 1768 wurde das Eremitorium über dem Oratorium errichtet, nachdem zuvor in die Kirche eingebrochen wurde. Das benachbarte Einsiedlerhaus verlor damit seine Bestimmung.

## Baubeschreibung
Die Kirche steht auf einer Anhöhe in einem etwa drei Kilometer östlich von Unterroth gelegenen Waldstück. Der eingezogene, geostete Chor besitzt zwei Achsen mit dreiseitigem Schluss. Das Scheitelfenster ist blind, die anderen vier, hohen Rundbogenfenster sind innen durch Stuckprofile gerahmt.

## Ausstattung
- Stuck in der Wallfahrtskirche von der Stuckateurfamilie Eitele
- Fresken von Franz Martin Kuen
- spätgotisches Gnadenbild der schmerzhaften Muttergottes
- Eremitengräber an der äußeren Südwand